# Fearless Boogie
Fearless Boogie (с англ. — «Бесстрашное буги») — сорок первый сингл американской блюз-рок-группы ZZ Top, первый сингл альбома XXX, добрался до 13 места в Hot Mainstream Rock Tracks.

## О песне
Сингл записан в 1999 году во время записи юбилейного альбома XXX, где группа вновь попыталась вернуться к чистому блюзу в формате трио. Результат работы на всём альбоме поклонников не порадовал, но песня Fearless Boogie отмечалась как едва ли не единственная, которая заслуживает внимания на альбоме: «предельно блюзовая вещь, не оставляющая сомнений» , «по иронии судьбы ZZ Top не последовали собственному же совету о Fearless Boogie [„бесстрашного“ буги на всём альбоме]: они слишком напуганы натуральным [не электронным] звуком, чтобы выдать буги или блюз, как подобает ветеранам, которыми они и являются» . Роберт Кристгау также отметил песню, как пример «очень, очень грязного звука», которым он охарактеризовал весь альбом .
Сингл был выпущен лишь в промо-варианте не для продажи, помимо собственно песни в двух вариантах: полном формате и сингл-формате, сингл содержал короткий отрывок песни (т.н. Suggested Callout Hook), который предназначен для использования радиостанциями в целях исследования узнаваемости песни.

## Участники записи
- Билли Гиббонс — вокал, гитара
- Дасти Хилл — вокал, бас-гитара
- Фрэнк Бирд — ударные, перкуссия, вокал